# María José Urrutia
Pour les articles homonymes, voir Urrutia.
Urrutia  Sánchez est un nom espagnol. Le premier nom de famille, en général paternel, est Urrutia ; le second, en général maternel, souvent omis, est Sánchez.
María José Urrutia Sánchez (Chili, 17 décembre 1993) est une footballeuse chilienne. Elle joue au poste d'attaquante et son équipe actuelle est l'équipe féminine de Colo-Colo. Elle joue en international avec l'équipe du Chili féminine de football depuis 2018.

## Parcours

### Universidad Católica
Urrutía commence à jouer au football en 2007, après avoir pratiqué le tennis et la natation. À 14 ans elle débute dans le club Universidad Católica en tant que défenseuse.

### Palestino
En 2018 elle commence à jouer pour le club Palestino, avec lequel elle arrive à la finale du championnat. L'équipe perd par 3-2 contre Santiago Morning, María José ayant marqué les 2 buts permettant de réduire l'écart.

### 3B da Amazônia
En février 2019 elle quitte Palestino pour jouer avec le club AE 3B donne Amazônia du Brésil, rejoignant ainsi ses compatriotes Maryorie Hernández, Yipsy Ojeda et Nicole Sanhueza.

### Retour au club Palestino
Le 31 juillet 2019 elle réintègre le club Palestino.

## Sélection nationale
Urrutia fait partie de la sélection moins de 17 ans du Chili, avec laquelle elle termine deuxième du Championnat Sudamericano Féminin Sub-17 de 2010 au Brésil. Elle participe également à la Coupe du monde féminine de football des moins de 17 ans 2010 à Trinité-et-Tobago,.
En 2013 elle commence à jouer avec la sélection du Chili, mais doit mettre de côté sa carrière pendant sa grossesse.
Elle fait partie de l'équipe chilienne qui termine deuxième de la Copa América féminine 2018. En 2019 elle participe à la Coupe du monde féminine de football 2019 en France. Elle marque le second but lors du match Chili - Thaïlande et est désignée joueuse du match par la FIFA. Elle devient ainsi la première chilienne à marquer un but en coupe du monde adulte.

## Clubs
| Club                 | Pays   | An            |
| -------------------- | ------ | ------------- |
| Universidad Católica | Chili  | 2010 - 2018   |
| Palestinino          | Chili  | 2018          |
| AE 3B da Amazônia    | Brésil | 2019          |
| Palestino            | Chili  | 2019 - Actuel |

## Palmarès

### Distinctions individuelles
| Distinction                                  | Année |
| -------------------------------------------- | ----- |
| Meilleure joueuse de football féminin - ANFP | 2018  |

## Vie personnelle
En 2014 elle accouche de sa fille Sofia.